# Арси ле Понсар
Арси ле Понсар (фр. Arcis-le-Ponsart) насеље је и општина у североисточној Француској у региону Шампања-Ардени, у департману Марна која припада префектури Ремс.
По подацима из 2011. године у општини је живело 278 становника, а густина насељености је износила 18,02 становника/km². Општина се простире на површини од 15,43 km². Налази се на средњој надморској висини од 156 метара.

## Демографија
| 1962. | 1968. | 1975. | 1982. | 1990. | 1999. | 2011. |
| ----- | ----- | ----- | ----- | ----- | ----- | ----- |
| 341   | 301   | 247   | 231   | 243   | 261   | 278   |

График промене броја становника у току последњих година